# Carposina ignobilis
Carposina ignobilis là một loài bướm đêm thuộc họ Carposinidae. Nó là loài đặc hữu của New Zealand.
Sải cánh dài khoảng 16 mm. 